# Этимологический словарь русского языка Александра Преображенского
Этимологический словарь русского языка — словарь русского языка, составленный Александром Григорьевичем Преображенским, заслуженным преподавателем Московской 4-й гимназии.

## История
Первые четыре выпуска словаря появились в 1910 году и вызвали положительный, в целом, отклик академика Ф. Ф. Фортунатова, отметившего систематичность изложения материала: «Труд Преображенского представляет собою в русской литературе первый опыт лингвистического пособия такого рода по изучению русского языка». На основании этого отзыва работа Преображенского в 1911 году была удостоена малой премии им. Ахматова Отделения русского языка и литературы Петербургской академии наук.
К концу 1916 года вышли ещё 10 выпусков, выдвинутые автором на соискание большой премии Отделения, — в несколько запоздалом из-за революционных событий отзыве на продолжение работы Преображенского академик Б. М. Ляпунов (1862—1943) отмечал, что «мы, благодаря осторожности и добросовестности автора, привлекавшего все доступные ему пособия по изучению общерусского языка, получаем в труде Преображенского весьма ценную книгу, восполняющую крупный пробел в русской лингвистической литературе» и «можем почти всегда, не тратя много времени за поисками в разных лингвистических сочинениях и журнальных статьях, ознакомиться с наиболее вероятными этимологиями наиболее употребительных в общерусском литературном и образованном языке слов».

## Издания
Типография Г. Лисснера и Д. Совко, Москва, 1910—1916 гг. (отдельными выпусками, до слова сулея включительно):
- Вып. 1: (А — Бучать). — 1910. — [2], XXIV, 56 с.
- Вып. 2: (Бучать — год). — 1910. — С. 57—136, XXV — XXVIII.
- Вып. 3: (Год — Ермак). — 1910. — С. 137—216.
- Вып. 4: (Ермолафия — карамель). — 1911. — С. 217—296.
- Вып. 5: (Карандаш — крамарь). — 1912. — С. 297—376.
- Вып. 6: (Крамола — лиса). — 1912. — С. 377—456.
- Вып. 7: (Лист — миндаль). — 1913. — С. 457—536.
- Вып. 8: (Минея — нуда). — 1914. — С. 537—616.
- Вып. 9: (нукать — ощутить). — 1914. — С. 617—674, V.
- Вып. 10: (Па — плен). — 1914. — С. 1—80.
- Вып. 11: (Плесень — пытать). — 1915. — С. 81—160.
- Вып. 12: (Пыхать — ряд). — 1916. — С. 161—240.
- Вып. 13: (Ряжка — слать). — 1916. — С. 241—320.
- Вып. 14: (….— сулея). — 1916. — С. 321—416, [3]

Дальнейшее издание рукописи словаря прекратилось во время Первой мировой войны. Конец рукописи («тело—ящур») был опубликован в 1949 году в 1-м томе (часть первая) «Трудов Института русского языка Академии наук СССР» (т. 1, М.-Л., 1949) под заглавием «Этимологический словарь русского языка, составил А. Преображенский, выпуск последний»
- - Выпуск последний: (тело — ящур). — 1949. — 144 с.

Первое полное издание всех частей словаря в виде однотомника было осуществлено фотомеханическим способом в 1956 году в Пекине для Китайской Народной Республики (тираж 5 000 экз.; цена 6,70 юаней). В него вошли выпуски словаря 1910—1914 гг. до слова сулея включительно — первые два тома, третий том включал выпуски, опубликованные в 1949 году, в 1-м томе «Трудов Института русского языка Академии наук СССР».
В СССР в 1958 году Издательство иностранных и национальных словарей (Москва) выпустило «Этимологический словарь русского языка. Составил Александр Григорьевич Преображенский» (с предисловием от издательства) также в виде однотомника (5 000 экз.), а в 1959 году повторило издание уже в виде двухтомника (10 000 экз.).

### Электронные версии
- Электронное издание осуществило на CD-диске Словарное издательство «ЭТС» (Электронные и традиционные словари) в составе выпуска № 8 «СЛОВАРИ ДРЕВНЕРУССКОГО И ЦЕРКОВНО-СЛАВЯНСКОГО ЯЗЫКА» (Москва, 2005 г., штрихкод: 9785864673287, (С) ООО «Си ЭТС») серии «Библиотека словарей» (Москва, 2004—2009 гг.,(С) ООО «Си ЭТС»)

- Второе издание в электронном виде: (С) ЗАО «Бука», Москва, 2008 г., по лицензии ООО «Си ЭТС», на CD-диске, в серии Библиотека справочников и словарей" от ЗАО «Бука», выпуск № 3.